# 圣索沃尔-德皮诺尔芒
圣索沃尔-德皮诺尔芒（法語：Saint-Sauveur-de-Puynormand，法語發音：[sɛ̃ sovœʁ də pɥinɔʁmɑ̃]，意为“皮诺尔芒的圣索沃尔”）是法国吉伦特省的一个市镇，属于利布尔讷区。该市镇总面积5.57平方公里，2009年时的人口为406人。

## 人口
圣索沃尔-德皮诺尔芒人口变化图示